# Sedat Alp
Sedat Alp (Selanik, 1 de enero de 1913-Ankara, 9 de octubre de 2006) fue uno de los más destacados hititólogos turcos.

## Biografía
Alp estudió desde 1932 en la Universidad de Leipzig, después en la Universidad Humboldt de Berlín, en donde se doctoró en 1940 con la tesis Untersuchungen zu den Beamtennamen im hethitischen Festzeremoniell promoviert. Durante años ejerció la docencia en la Universidad de Ankara. Alp fue respetado como un especialista en geografía de la antigua Anatolia, además de dedicarse al arte, lenguas, derecho y cultura de esa región. 
Alp fue miembro del Deutsches Archäologisches Institut y de la Academia de Ciencias y Letras de Maguncia. En 1997 se le confirió el doctorado honoris causa de la Universidad de Wurzburgo. En 1988 se hizo miembro de la Academia Británica.

## Obras
- Untersuchungen zu den Beamtennamen im Hethitischen Festzeremoniell, Leipzig, 1940.
- The Hittite Hieroglyphic Inscription of Şırzı, Ankara University, DTCF Dergisi, 1947, p. 153-158. (with Prof. Hans Gustav Güterbock)
- Military Instructions of the Hittite King Tuthaliya IV (?). Belleten XI, nr. 43, 1947 p. 403-414.
- La désignation du Lituus eiı Hittite, Journal of Cuneiform Studies, I, 1947, p.164-175.
- GIS kalmuš"Lituus" and HUB. BI "Earring in the Hittite Textes, Belleten XII, nr. 46, 1948, p. 320-324.
- Die Soziale Klasse der NAM.RA-Leute und ihre hethitische Bezeichnung, Jahrbuch für Kleinasiatische Forschung I, 1950-51, p.113-135.
- Bemerkungen zu den Hieroglypen des Hethitischen Monuments von İmamkulu, Symbolae Hrozny I, Archiv Orientalni XVIII, 1950, p. 1-8.
- Zur Lesung von manchen Personnennamen auf den hieroglyphenhethitischen Siegeln und Inschriften. Ankara 1950.
- On the Occasion of a new book concerning the Hittites. Ankara University, DTCF Dergisi, X, 1952, p.249-256.
- The N (N)-formations in the Hittite Language, Belleten 18, sayı 72, 1954, p.449-467.
- Die Lage von Šamuha, Anatolia (Anadolu) I, 1956, p. 77-80.
- Zu den Körperteilnamen im Hethitischen, Anatolia (Anadolu) II, 1957 p.1-48
- Eine hethitische Bronzestatuette und andere Funde aus Zara bei Amasya, Anatolia (Anadolu) VI, 1961/1962, p. 217-243.
- Kaniš= Aniša = Niša = Nysa, Erken Hitit Çağının bir Başkenti, Belleten 27, nr. 107, 1963, p. 366-376.
- Kaniš =Aniša = Niša Eine Hauptstadt der frühhethitischen Periode, Belleten 27, nr. 107, 1963, p. 376-386.
- Frühbronzezeitliche Marmoridole aus Südwestanatolien, Belleten 29, nr. 113, 1965, p.9-14.
- Eine goldene Gesichtmaske vom zweiten Vorchristlichen Jahrtausend aus "Anatolien", Belleten 29, nr. 113, 1965, p. 19-23.
- Die Libationsgefässe "Schnabelkanne" und "Armförmiges Gerât" und Ihre Hethitischen Bezeichnungen, Belleten 31, nr. 124, 1967, p. 531-549.
- Zylinder-und Stempelsiegel aus Karahöyük bei Konya, Ankara 1968. T.T.K. Yayınları: Dizi-V, No. 26, XVI + 310 s. 276 Abbildungen im Texte, 254 Tafeln.
- Ein hethitisches Stempelsiegel aus der Umgebung von Afyonkarahisar und ein Knopfsiegel aus Yazırhöyük bei Nevşehir, Festschrift P. Meriggi, 1970, p. 1-6.
- Eine weitere Hieroglypheninschrift aus Emirgazi und ein Rollsiegel mit Hieroglyphenlegenden aus dem Gebiet von Adıyaman, südöstlich von Malatya, Festschrift Heinrich Otten, 1973 p. 11-15, 1975.
- Ištar auf dem Karahöyük, presented to Prof. Mansel, 1974, p.703-707.
- Eine neue hieroglyphenhethitische Inschrift der Gruppe Kızıldağ-Karadağ aus der Nähe von Aksaray und die früher publizierten Inschriften derselben Gruppe, Anatolian Studies Presented to Hans Gustav Güterbock on the Occasion of his 65th Birthday, 1974, p. 17-27.
- Die Hethiter in Anatolien, Das Parliament 1976,
- Remarques sur la géographie de la région du Haut-Yeşilırmak d'après les tablettes hittites de Maşathöyük, Florilegium Anatolicum, Mélanges offerts à Emmanuel Laroche, Paris, 1979 p.29-35.
- Die Lage der Kultstadt Hanhana, Festschrift Elmar Edel, Bamberg 1979, p. 13-16.
- Das hethitische Wort für "Palast", Studia Mediterranea I, Piero Meriggi dicata I, 1979, p. 17-25.
- Die hethitischen Tontafelentdeckungen auf dem Maşat-Höyük, Belleten 44, nr. 173, 1980, p. 254-59.
- Beiträge zur Erforschung des hethitischen Tempels, Kultanlagen im Lichte der Keilschrifttexte, Ankara 1983. Turkish Historical Society Publication: Serie - VI, Nr. 23 XXXIV + 382 s.
- Zum Wesen der kultischen Reinigungssubstanz tuhhueššar, Festschrift A. Kammenhuber.
- Die Lage der hethitischen Kultstadt Karahna, Festschrift Kurt Bittel
- E. Neufeld, The Hittite Laws, Journal of Cuneiform Studies VI, 1952, s.93-98.
- B. Rosenkranz, Beiträge zur Erforschung des Luwischen, Bibliotheca Orientalis XI, 1954, s.208-209.
- Th. Beran, Die hethitische Glyptik von Boğazköy I, Orientalistische Literaturzeitung 66, 1971, s. 362-364.